# Zé Roberto (football, 1974)
Pour les articles homonymes, voir Zé Roberto.
José Roberto da Silva Júnior, plus connu sous le nom de Zé Roberto, né le 6 juillet 1974 à São Paulo au Brésil, est un footballeur international brésilien évoluant au poste de milieu de terrain du milieu des années 1990 à la fin des années 2010.
Ce gaucher réputé pour ses dribbles et ses centres, est l'une des figures majeures du championnat allemand de football où il a remporté quatre titres nationales avec le Bayer Munich. 
International brésilien, il a  remporté deux Copa América en 1997 et 1999, deux Coupe des confédérations en 1997 et 2005. Il a également disputé la Coupe du monde 1998, dont il est finaliste et la Coupe du monde 2006.

## Biographie

### Débuts professionnels
Dès ses débuts, Zé Roberto s'est forgé une réputation dans le Championnat paulista, qui lui vaudra notamment d'être sélectionné très tôt avec le Brésil et de rejoindre les rangs du Real Madrid. En 1998, il fait partie de la sélection brésilienne finaliste de la Coupe du monde.

### Passage en Allemagne

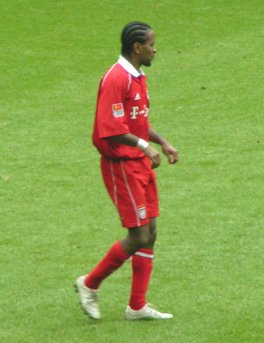
Zé Roberto en 2006 avec le Bayern Munich.

C'est surtout au sein du Bayer Leverkusen qu'il rejoint en 1998, qu'il va véritablement acquérir une autre dimension. En 2002, le club allemand impressionne en s'alignant en finale de la Coupe d'Allemagne, en finale de la Ligue des champions et en occupant pendant une bonne partie de la saison, la tête du championnat allemand. Le Bayer Leverkusen ne remportera aucun de ces trois titres, mais permettra de faire connaître des joueurs comme Yildiray Bastürk, Michael Ballack, Lúcio, et Zé Roberto, véritables artisans du parcours de leur équipe. Les trois derniers cèderont rapidement aux offres alléchantes du Bayern Munich (12 M€ pour Ze Roberto). Dès la saison suivante, Zé Roberto fera les beaux jours du club bavarois.
Pendant quatre saisons, Zé Roberto s'illustre en remportant des titres avec le Bayern (4 doublés Coupe-Championnat en 2003, 2005, 2006 et 2008). En 2006, en désaccord avec l'entraîneur, Felix Magath, il critique ouvertement le club et décide de signer un contrat d'un an pour le club brésilien de Santos FC. Il remporte le championnat paulista et retourne la saison suivante au Bayern Munich.
En janvier 2008, il a annoncé qu'il ne reconduirait pas son contrat avec le Bayern Munich. En juin 2009, il décide de quitter le club pour rejoindre le Hambourg SV pour une durée de deux ans.
Zé Roberto inscrit son premier but pour le Hambourg SV le  15 août 2009 face au Borussia Dortmund, en championnat. Titulaire, il marque le deuxième but de son équipe après dix minutes de jeu, puis délivre une passe décisive pour Marcus Berg, participant ainsi à la victoire de son équipe par quatre buts à un.
Le 2 avril 2011, il bat le record de matchs disputés par un étranger en Bundesliga lors du match opposant Hoffenheim à Hambourg. C'est son 331e disputé en Allemagne. Il bat ainsi le record de Sergej Barbarez (330 matchs).

### Fin de carrière
À l'issue du Championnat du Brésil de football 2012, il termine 3e avec son club en étant un des artisans de cette réussite avec 4 buts et 6 passes décisives.
Le 3 décembre 2012, il est récompensé de sa magnifique saison en figurant dans l'équipe type de la revue Placar pour le championnat national 2012.
En 2015, Zé Roberto rejoint le club de Palmeiras, il devient champion du Brésil en 2016 puis prolonge pour une nouvelle saison supplémentaire à 42 ans.
Il termine sa carrière à la suite d'un titre avec Palmeiras en novembre 2017, à l'âge de 43 ans. Il aura disputé près de mille matchs, pour un peu moins de cent buts et plus de cent trente passes décisives.

### En équipe nationale
Sa première apparition avec l'équipe nationale du Brésil en août 1995.
Zé Roberto inscrit son premier but en sélection lors de la finale de la Copa América 1997, le 29 juin 1997 face à la Bolivie. Les Brésiliens remportent le tournoi en gagnant ce match trois buts à un.
Zé Roberto est titulaire lors de la Coupe du monde 2006, au poste de milieu central (et non à gauche où évoluait Ronaldinho). Sa performance fut ternie par l'élimination en quart de finale d'un Brésil peu convaincant lors de la compétition. Il prend sa retraite après la défaite lors de la Coupe du monde 2006 en quart de finale contre la France.
Il compte un total de 84 sélections avec l'équipe du Brésil pour 6 buts.

## Statistiques

### Statistiques détaillées
Ce tableau présente les statistiques en carrière de Zé Roberto :
| Saison                | Club                  | Championnat           | Championnat | Championnat | Championnat | Coupe nationale | Coupe nationale | Coupe nationale | Coupe de la Ligue | Coupe de la Ligue | Coupe de la Ligue | Supercoupe | Supercoupe | Supercoupe | Compétition(s) continentale(s) | Compétition(s) continentale(s) | Compétition(s) continentale(s) | Compétition(s) continentale(s) | Ligue régionale | Ligue régionale | Ligue régionale | Brésil | Brésil | Brésil | Total | Total | Total |
| Saison                | Club                  | Division              | M.          | B.          | P.d.        | M.              | B.              | P.d.            | M.                | B.                | P.d.              | M.         | B.         | P.d.       | Comp.                          | M.                             | B.                             | P.d.                           | M.              | B.              | P.d.            | M.     | B.     | P.d.   | M.    | B.    | P.d.  |
| 1994                  | Portuguesa            | D1                    | 17          | 0           | -           | -               | -               | -               | -                 | -                 | -                 | -          | -          | -          | -                              | -                              | -                              | -                              | -               | -               | -               | -      | -      | -      | 17    | 0     | 0     |
| 1995                  | Portuguesa            | D1                    | 19          | 1           | -           | -               | -               | -               | -                 | -                 | -                 | -          | -          | -          | -                              | -                              | -                              | -                              | -               | -               | -               | 4      | 0      | 0      | 23    | 1     | 0     |
| 1996                  | Portuguesa            | D1                    | 25          | 0           | -           | -               | -               | -               | -                 | -                 | -                 | -          | -          | -          | -                              | -                              | -                              | -                              | -               | -               | -               | -      | -      | -      | 25    | 0     | 0     |
| Sous-total            | Sous-total            | Sous-total            | 61          | 1           | -           | -               | -               | -               | -                 | -                 | -                 | -          | -          | -          | -                              | -                              | -                              | -                              | -               | -               | -               | 4      | 0      | 0      | 65    | 1     | 0     |
| 1996-1997             | Real Madrid           | Liga                  | 9           | 0           | 1           | -               | -               | -               | -                 | -                 | -                 | -          | -          | -          | -                              | -                              | -                              | -                              | -               | -               | -               | 9      | 1      | 0      | 18    | 1     | 1     |
| 1997-1998             | Real Madrid           | Liga                  | 6           | 0           | 0           | -               | -               | -               | -                 | -                 | -                 | 2          | 0          | 0          | C1                             | 4                              | 1                              | 0                              | -               | -               | -               | 5      | 0      | 0      | 17    | 1     | 0     |
| Sous-total            | Sous-total            | Sous-total            | 15          | 0           | 1           | -               | -               | -               | -                 | -                 | -                 | 2          | 0          | 0          | -                              | 4                              | 1                              | 0                              | -               | -               | -               | 14     | 1      | 0      | 35    | 2     | 1     |
| 1998                  | Flamengo              | D1                    | 11          | 0           | -           | -               | -               | -               | -                 | -                 | -                 | -          | -          | -          | -                              | -                              | -                              | -                              | 13              | 0               | -               | 1      | 0      | 0      | 25    | 0     | 0     |
| Sous-total            | Sous-total            | Sous-total            | 11          | 0           | 0           | -               | -               | -               | -                 | -                 | -                 | -          | -          | -          | -                              | -                              | -                              | -                              | 13              | 0               | -               | 1      | 0      | 0      | 25    | 0     | 0     |
| 1998-1999             | Bayer Leverkusen      | Bundesliga            | 32          | 4           | 6           | 1               | 0               | 0               | 1                 | 0                 | 0                 | -          | -          | -          | C3                             | 2                              | 0                              | 0                              | -               | -               | -               | 13     | 3      | 0      | 49    | 7     | 6     |
| 1999-2000             | Bayer Leverkusen      | Bundesliga            | 27          | 7           | 7           | 0               | 0               | 0               | -                 | -                 | -                 | -          | -          | -          | C1+C3                          | 3                              | 0                              | 0                              | -               | -               | -               | 10     | 0      | 0      | 40    | 7     | 7     |
| 2000-2001             | Bayer Leverkusen      | Bundesliga            | 24          | 2           | 4           | 1               | 0               | 0               | -                 | -                 | -                 | -          | -          | -          | C1+C3                          | 7                              | 0                              | 0                              | -               | -               | -               | 3      | 0      | 0      | 35    | 2     | 4     |
| 2001-2002             | Bayer Leverkusen      | Bundesliga            | 30          | 4           | 16          | 5               | 0               | 2               | -                 | -                 | -                 | -          | -          | -          | C1                             | 15                             | 1                              | 4                              | -               | -               | -               | 1      | 0      | 0      | 51    | 5     | 22    |
| Sous-total            | Sous-total            | Sous-total            | 113         | 17          | 33          | 7               | 0               | 2               | 1                 | 0                 | 0                 | -          | -          | -          | -                              | 29                             | 1                              | 4                              | -               | -               | -               | 27     | 3      | 0      | 177   | 21    | 39    |
| 2002-2003             | Bayern Munich         | Bundesliga            | 31          | 1           | 10          | 4               | 1               | 2               | -                 | -                 | -                 | -          | -          | -          | C1                             | 5                              | 0                              | 1                              | -               | -               | -               | 4      | 0      | 0      | 44    | 2     | 13    |
| 2003-2004             | Bayern Munich         | Bundesliga            | 30          | 2           | 10          | 2               | 0               | 2               | 1                 | 0                 | 0                 | -          | -          | -          | C1                             | 7                              | 0                              | 1                              | -               | -               | -               | 11     | 0      | 0      | 51    | 2     | 13    |
| 2004-2005             | Bayern Munich         | Bundesliga            | 22          | 1           | 5           | 4               | 0               | 1               | 2                 | 1                 | 2                 | -          | -          | -          | C1                             | 8                              | 1                              | 2                              | -               | -               | -               | 12     | 1      | 0      | 48    | 4     | 10    |
| 2005-2006             | Bayern Munich         | Bundesliga            | 27          | 1           | 6           | 4               | 0               | 0               | 1                 | 0                 | 0                 | -          | -          | -          | C1                             | 8                              | 0                              | 0                              | -               | -               | -               | 13     | 1      | 0      | 53    | 2     | 6     |
| Sous-total            | Sous-total            | Sous-total            | 110         | 5           | 31          | 14              | 1               | 5               | 4                 | 1                 | 2                 | -          | -          | -          | -                              | 28                             | 1                              | 4                              | -               | -               | -               | 40     | 2      | 0      | 196   | 10    | 42    |
| 2006                  | Santos                | D1                    | 12          | 2           | -           | -               | -               | -               | -                 | -                 | -                 | -          | -          | -          | CS                             | 1                              | 0                              | -                              | -               | -               | -               | -      | -      | -      | 13    | 2     | 0     |
| 2007                  | Santos                | D1                    | 1           | 0           | -           | -               | -               | -               | -                 | -                 | -                 | -          | -          | -          | CL                             | 14                             | 7                              | -                              | 20              | 3               | -               | -      | -      | -      | 35    | 10    | 0     |
| Sous-total            | Sous-total            | Sous-total            | 13          | 2           | -           | -               | -               | -               | -                 | -                 | -                 | -          | -          | -          | -                              | 15                             | 7                              | -                              | 20              | 3               | -               | -      | -      | -      | 48    | 12    | 0     |
| 2007-2008             | Bayern Munich         | Bundesliga            | 30          | 5           | 4           | 6               | 0               | 0               | 3                 | 0                 | 0                 | -          | -          | -          | C3                             | 10                             | 0                              | 0                              | -               | -               | -               | -      | -      | -      | 49    | 5     | 4     |
| 2008-2009             | Bayern Munich         | Bundesliga            | 29          | 4           | 8           | 4               | 1               | 2               | -                 | -                 | -                 | -          | -          | -          | C1                             | 9                              | 2                              | 2                              | -               | -               | -               | -      | -      | -      | 42    | 7     | 12    |
| Sous-total            | Sous-total            | Sous-total            | 59          | 9           | 12          | 10              | 1               | 2               | 3                 | 0                 | 0                 | -          | -          | -          | -                              | 19                             | 2                              | 2                              | -               | -               | -               | -      | -      | -      | 91    | 12    | 16    |
| 2009-2010             | Hambourg SV           | Bundesliga            | 23          | 6           | 5           | 2               | 0               | 1               | -                 | -                 | -                 | -          | -          | -          | C3                             | 14                             | 1                              | 3                              | -               | -               | -               | -      | -      | -      | 39    | 7     | 9     |
| 2010-2011             | Hambourg SV           | Bundesliga            | 31          | 1           | 9           | 2               | 0               | 0               | -                 | -                 | -                 | -          | -          | -          | -                              | -                              | -                              | -                              | -               | -               | -               | -      | -      | -      | 33    | 1     | 9     |
| Sous-total            | Sous-total            | Sous-total            | 54          | 7           | 14          | 4               | 0               | 1               | -                 | -                 | -                 | -          | -          | -          | -                              | 14                             | 1                              | 3                              | -               | -               | -               | -      | -      | -      | 72    | 8     | 18    |
| 2011-2012             | Al-Gharafa            | D1                    | 14          | 1           | -           | 4               | 0               | -               | -                 | -                 | -                 | -          | -          | -          | -                              | -                              | -                              | -                              | -               | -               | -               | -      | -      | -      | 18    | 1     | 0     |
| Sous-total            | Sous-total            | Sous-total            | 14          | 1           | -           | 4               | 0               | -               | -                 | -                 | -                 | -          | -          | -          | -                              | -                              | -                              | -                              | -               | -               | -               | -      | -      | -      | 18    | 1     | 0     |
| 2012                  | Grêmio                | D1                    | 29          | 3           | 6           | -               | -               | -               | -                 | -                 | -                 | -          | -          | -          | CS                             | 4                              | 1                              | 0                              | -               | -               | -               | -      | -      | -      | 33    | 4     | 6     |
| 2013                  | Grêmio                | D1                    | 22          | 3           | 2           | 1               | 0               | 0               | -                 | -                 | -                 | -          | -          | -          | CL                             | 9                              | 3                              | 1                              | 9               | 4               | -               | -      | -      | -      | 41    | 10    | 3     |
| 2014                  | Grêmio                | D1                    | 31          | 0           | 5           | 1               | 0               | 0               | -                 | -                 | -                 | -          | -          | -          | CL                             | 5                              | 0                              | 0                              | 7               | 1               | -               | -      | -      | -      | 44    | 1     | 5     |
| Sous-total            | Sous-total            | Sous-total            | 82          | 6           | 13          | 2               | 0               | 0               | -                 | -                 | -                 | -          | -          | -          | -                              | 18                             | 4                              | 1                              | 16              | 5               | -               | -      | -      | -      | 118   | 15    | 14    |
| 2015                  | Palmeiras             | D1                    | 26          | 2           | 4           | 9               | 4               | 0               | -                 | -                 | -                 | -          | -          | -          | -                              | -                              | -                              | -                              | 14              | 1               | 1               | -      | -      | -      | 49    | 7     | 5     |
| 2016                  | Palmeiras             | D1                    | 27          | 1           | 2           | 4               | 1               | 0               | -                 | -                 | -                 | -          | -          | -          | CL                             | 5                              | 0                              | 0                              | 9               | 0               | 1               | -      | -      | -      | 45    | 2     | 3     |
| 2017                  | Palmeiras             | D1                    | 15          | 0           | 2           | 3               | 0               | 0               | -                 | -                 | -                 | -          | -          | -          | CL                             | 5                              | 1                              | 0                              | 11              | 0               | 1               | -      | -      | -      | 34    | 1     | 3     |
| Sous-total            | Sous-total            | Sous-total            | 68          | 3           | 8           | 16              | 5               | 0               | -                 | -                 | -                 | -          | -          | -          | -                              | 10                             | 1                              | 0                              | 34              | 1               | 3               | -      | -      | -      | 128   | 10    | 11    |
| Total sur la carrière | Total sur la carrière | Total sur la carrière | 600         | 51          | 111         | 57              | 7               | 10              | 8                 | 1                 | 2                 | 2          | 0          | 0          | -                              | 137                            | 18                             | 14                             | 85              | 9               | 3               | 84     | 6      | 0      | 973   | 92    | 140   |

## Palmarès
- Vainqueur de la Copa América en 1997 et 1999 avec l'équipe du Brésil
- Vainqueur de la Coupe des confédérations en 1997 et 2005 avec l'équipe du Brésil
- Finaliste de la Coupe des confédérations en 1999 avec l'équipe du Brésil
- Finaliste de la Coupe du monde en 1998 avec l'équipe du Brésil
- Finaliste de la Gold Cup en 1996 avec l'équipe du Brésil
- Vainqueur de la Ligue des champions en 1998 avec le Real Madrid
- Finaliste de la Ligue des champions en 2002 avec le Bayer Leverkusen
- Champion d'Espagne en 1997 avec le Real Madrid
- Vainqueur de la Supercoupe d'Espagne en 1997 avec le Real Madrid
- Champion d'Allemagne en 2003, 2005, 2006 et 2008 avec le Bayern Munich
- Vainqueur de la Coupe d'Allemagne en 2003, 2005, 2006 et 2008 avec le Bayern Munich
- Finaliste de la Coupe d'Allemagne en 2002 avec le Bayer Leverkusen
- Vainqueur de la Coupe de la Ligue d'Allemagne en 2004 et 2007 avec le Bayern Munich
- Vainqueur du Championnat de São Paulo en 2007 avec Santos FC
- Vainqueur de la Coupe du Qatar en 2012 avec Al-Gharafa SC
- Champion du Brésil en 2016 avec Palmeiras
- Vainqueur de la Coupe du Brésil en 2015 avec Palmeiras

## Distinctions personnelles
- Ballon d’argent brésilien en 1996 et 2012
- Meilleur passeur du championnat d'Allemagne en 2002